# Stylidium curtum
Stylidium curtum är en tvåhjärtbladig växtart som beskrevs av S. Carlquist. Stylidium curtum ingår i släktet Stylidium och familjen Stylidiaceae. Inga underarter finns listade i Catalogue of Life.